# الین استریچ

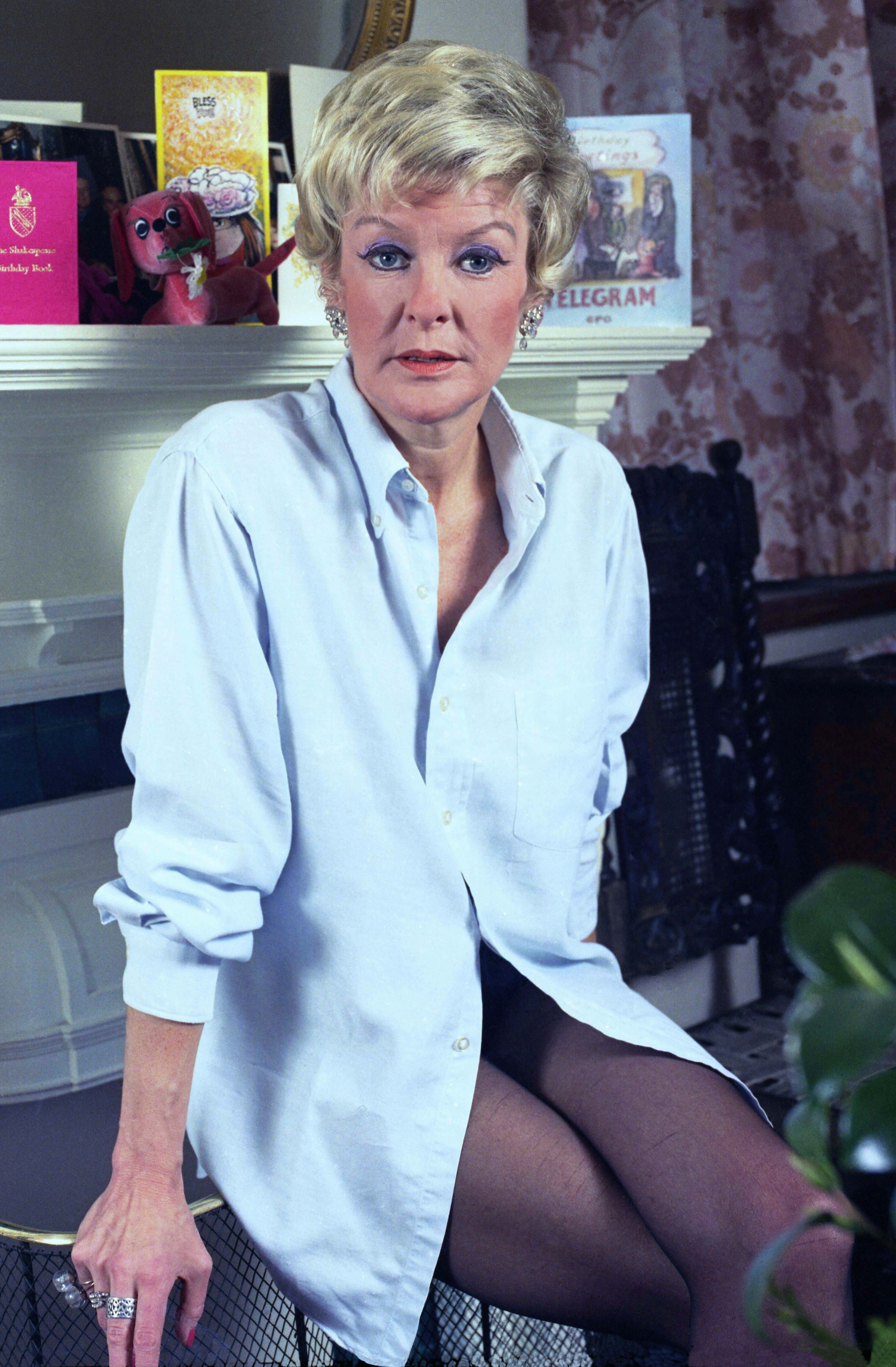
سال ۱۹۷۳

الین استریچ (به انگلیسی: Elaine Stritch)‏ (۲ فوریهٔ ۱۹۲۵–۱۷ ژوئیه ۲۰۱۴) بازیگر برجسته آمریکایی تئاتر برادوی و سینمای هالیوود بود. او فعالیت حرفه‌ای خود را در سال‌های دهه ۱۹۴۰ با بازی در تئاتر شروع کرد و در طی دوران حرفه‌ای خود نامزد پنج جایزه تئاتر تونی شد. شهرت او با بازی در مجموعه تلویزیونی Two's Company محصول سال‌های ۱۹۷۵–۱۹۷۹ افزون گشت و توانست در سال ۲۰۰۲ برنده جوایز امی و تونی شود.
از جمله سریال‌های تلویزیونی که استریج در آن‌ها نقش بازی کرده‌است می‌توان به چند قسمت از سریال کمدی ۳۰ راک و فیلم‌های سپتامبر، پیچ‌خورده و دزدهای خرده‌پا اشاره کرد.
الین استریچ در روز پنجشنبه ۱۷ ژوئیه ۲۰۱۴ در ۸۹ سالگی در خانه‌اش در بیرمنگام، میشیگان درگذشت.
از فیلم‌ها یا برنامه‌های تلویزیونی که وی در آن نقش داشته‌است می‌توان به عشق و سیگار، پراویدنس، وداع با اسلحه، پاییز در نیویورک و پلکان مارپیچ اشاره کرد.